# Proisotominae
Proisotominae Stach, 1947 è una sottofamiglia di insetti esapodi della famiglia Isotomidae. Questi collemboli sono caratterizzati dal corpo allungato e, come tutti i membri dello stesso ordine, atteri e dalle piccole dimensioni, intorno all'ordine dei pochi millimetri di lunghezza.

## Ciclo biologico
Come tutti i collemboli, i maschi depositano spermatofori arrotondati sul suolo; le femmine li raccolgono nell'apertura genitale. Pochi isotomidi sono partenogenetici.

## Distribuzione
Cosmopoliti.

## Tassonomia
La sottofamiglia comprende i seguenti generi:
- Appendisotoma
- Archisotoma
- Arlea
- Ballistura
- Clavisotoma
- Cliforga
- Dimorphotoma
- Folsomia
- Folsomina
- Gnathisotoma
- Gnathofolsomia
- Hydroisotoma
- Isotopenola
- Proisotoma
- Pseudofolsomia